# 教導職
教導職（きょうどうしょく）とは、明治初期の宗教政策で大教宣布（神道国教化）運動のために設置された宗教官吏である。明治5年（1872年）から明治17年（1884年）まで存続した。大教宣布運動は困難を極め、政府が政教分離の方針を取ったために廃止された。教導職は半官半民の任命制であり、神官・神職、僧侶などの宗教家を始め、落語家や歌人、俳人なども教導職に任命された。

## 沿革
明治3年（1870年）、宣教使が設置され、事務官のほかに宣教活動にあたる教官として、大宣教使以下を設置したのが始まりである。明治5年3月、宣教使は神祇省に合併し、教部省となったが、同時に教導職が設置され、教部省の管轄とされた。
教導職は、無給の官吏で、当初は全ての神官（当時は神職はいない）と神道家や僧侶が任命された。また、民間の有識者も任命された。研究教育機関として増上寺に大教院を設置し、地方に中教院・小教院を設置した。
教導職は「三条の教則」（敬神愛国、天理人道、皇上奉戴）に基づき、各地の社寺で説教を行った。講じられた内容は国家・天皇への恭順や、敬神思想を中心としたが、そのほか、家族倫理、文明開化、国際化、権利と義務、富国強兵についての講義がなされ、国民教育の一端を担うことが期待された。
教部省に置かれた教導職の最上位を教正とし、講義、訓導などの階級に分かれ、それぞれに大、中、小の別があり、全部で14階級あった。
神官と僧侶の対立や、島地黙雷らによる強硬な反対運動や、神官教導職内部の混乱などにより、大教宣布は不振に終わった。明治8年（1875年）には大教院が廃止となり、神仏合同布教が停止となった。明治10年（1877年）には教部省廃止、明治15年（1882年）には教導職の主要な担い手であったはずの神官が教導職の兼務を禁止され、ついに明治17年（1884年）に教導職は廃止された。
目立った効果を挙げなかった教導職の活動であるが、その制度は、のちの教派神道の各教団の制度のモデルとなった。

## 大教正

### 教導職階級
この階級名称は、教導職廃止後も、教派神道や仏教宗派において教師の階級として現在も用いられている場合がある。
| 階級     | 備考 |
| -------- | ---- |
| 大教正   |      |
| 権大教正 |      |
| 中教正   |      |
| 権中教正 |      |
| 少教正   |      |
| 権少教正 |      |
| 大講義   |      |
| 権大講義 |      |
| 中講義   |      |
| 権中講義 |      |
| 少講義   |      |
| 権少講義 |      |
| 訓導     |      |
| 権訓導   |      |

### 宣教使教官の階級
（）内はのちに改称。
| 階級                   | 備考 |
| ---------------------- | ---- |
| 大宣教使（大博士）     |      |
| 権大宣教使（権大博士） |      |
| 中宣教使（中博士）     |      |
| 権中宣教使（権中博士） |      |
| 少宣教使（少博士）     |      |
| 権少宣教使（権少博士） |      |
| 大講義生               |      |
| 中講義生               |      |
| 少講義生               |      |

## 註
1. ↑  安丸良夫・宮地正人編『日本近代思想大系5　宗教と国家』431ページ
2. ↑  太政官布達第十九号「神仏教導職ヲ廃シ住職ヲ任免シ教師ノ等級進退ハ各管長ニ委任等ノ儀」（159）第十九号「神仏教導職ヲ廃シ住職ヲ任免シ教師ノ等級進退ハ各管長ニ委任等ノ儀」（160）『明治十七年　太政官布達』　国立国会図書館デジタルコレクション